# 남원시 (선거구)
남원시는 대한민국의 옛 국회의원 선거구이다. 당시 전라북도 남원시 지역을 관할했다.

## 역사
1995년 1월, 남원시와 남원군이 통합되면서 통합 남원시가 신설되었다. 이에 제15대 국회의원 선거를 앞두고 남원시·남원군 선거구가 남원시 선거구로 개편되었다.
제16대 국회의원 선거를 앞두고 순창군과 함께 남원시·순창군 선거구를 이루게 됨에 따라 폐지되었다.

## 역대 국회의원
| 선거   | 정당 | 정당           | 의원   |
| ------ | ---- | -------------- | ------ |
| 1996년 |      | 새정치국민회의 | 조찬형 |

## 역대 선거 결과

### 대한민국 제15대 국회의원 선거
|  | 62.67% |

|  | 31.56% |

|  | 5.75% |